# Necydalis sachalinensis
Necydalis sachalinensis là một loài bọ cánh cứng trong họ Cerambycidae.